# Lacul Constanța
Lacul Constanța (în germană Bodensee) este cel mai mare lac al Alpilor, situat pe cursul râului Rin și aflat la granița dintre Germania, Elveția și Austria. Este situat aproximativ la 47°39′0″N 9°19′0″E / 47.65000°N 9.31667°E, frontiera triplă Germania - Elveția - Austria aflându-se în proximitate.

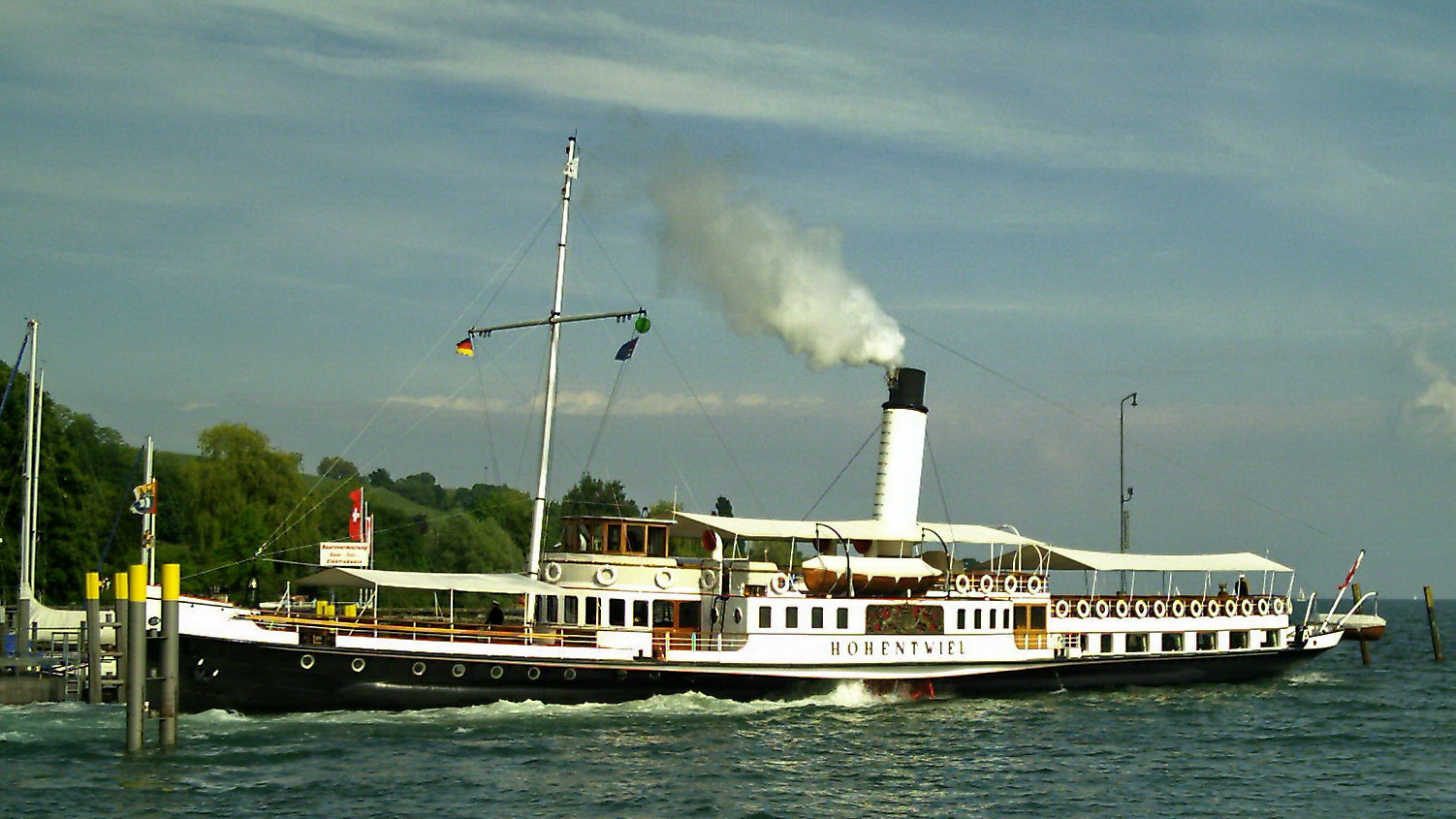
Vaporul Hohentwiel pe Lacul Constanța

Cel mai mare oraș situat la acest lac este orașul Konstanz.
Lacul Constanța ocupă o imensă vale glaciară, care a luat naștere într-o depresiune tectonică. Demnă de atenție este forma pe care o ia lacul în partea de nord-vest, unde s-au format două brațe despărțite de colina Boden.
Lacul are 10 insule, dintre care cele mai mari sunt Mainau, Reichenau și Lindau.

## Localități mai importante
Bregenz, Rorschach, Arbon, Romanshorn, Kreuzlingen, Konstanz, Überlingen, Meersburg, Friedrichshafen, Lindau.